# Donald W. Parry
Donald W. Parry est professeur de Bible hébraïque au Département des langues asiatiques et du Proche-Orient de l'université Brigham-Young. Il est titulaire de la chaire Abraham O. Smoot. 
Il est l'auteur et l'éditeur de nombreux ouvrages liés aux manuscrits de la mer Morte et à la Bible hébraïque, Ancien Testament. Il est membre de l'équipe internationale des traducteurs des manuscrits de la mer Morte depuis janvier 1994. Il est membre du conseil consultatif de la Fondation des manuscrits de la mer Morte de 2008 à aujourd'hui et est actuellement membre du conseil d'administration de la fondation des manuscrits de la mer Morte.

## Travaux
Il est l'auteur ou l'éditeur de plus de quarante livres, et écrit et publie plus de quatre-vingts articles. Il a été largement écrit sur les livres d'Isaïe, à la fois pour les universitaires et pour le grand public. Beaucoup de ses publications traitent des manuscrits d'Isaïe de la mer Morte, notamment Exploring the Isaiah Scrolls and Their Textual Variants (Leiden: EJ Brill, 2020, 509 + pages, dont 5 annexes), qui traite de tous les manuscrits de la mer Morte sur Isaïe. Il a également publié des ouvrages sur les livres de Samuel, les temples antiques et leur signification, et divers sujets traitant de la Bible hébraïque. Pour la communauté scientifique, Parry traite divers sujets, tels que la paléographie, les significations lexicales, l'orthographe, les anciennes pratiques de scribes, les affiliations textuelles et l'examen des caractéristiques linguistiques basé sur un corpus.
En plus d'avoir écrit six livres sur Isaïe, Parry a travaillé vingt-sept ans sur les manuscrits de la mer Morte. En tant que membre de l'équipe internationale de traducteurs des manuscrits, il publie les Livres de Samuel, les vingt et un Isaiah Dead Sea Scrolls Isaiah, et écrit ou édite plus de quinze volumes sur les manuscrits de la mer Morte.
Il est membre de plusieurs autres organisations, dont l'Organisation internationale pour l'étude de l'Ancien Testament (Groningen, Pays-Bas), la Society for Biblical Literature (Atlanta, Géorgie) et l'Association nationale des professeurs d'hébreu (Madison, Wisconsin).
Parry est cofondateur (avec Jennifer A. Mackley, Seattle, Washington) et membre du conseil d'administration de la Wilford Woodruff Papers Foundation.